# Denver Broncos 1988
La stagione 1988 dei Denver Broncos è stata la 19ª della franchigia nella National Football League, la 29ª complessiva e la 9ª con Dan Reeves come capo-allenatore. La squadra tentava di raggiungere il terzo Super Bowl consecutivo ma terminò con un record di 8–8 e mancò i playoff per la seconda volta nelle ultime sei stagioni.

## Scelte nel Draft 1988
- Ted Gregory, Nose tackle, Syracuse
- Gerald Perry, Tackle, Southern University
- Kevin Guidry, Cornerback, Louisiana State
- Corris Ervin, Defensive Back, Central Florida
- Pat Kelly, Tight End, Syracuse
- Garry Frank, Guard, Mississippi State
- Mel Farr Jr., Running Back, UCLA
- Channing Williams, Running Back, Arizona State
- Shaun Grady, Running Back, Duke
- Michael Rhyan, Quarterback, Cal State Fullerton

## Calendario
| Stagione regolare |                        |           |
| Turno             | Avversario             | Risultato |
| 1                 | Seattle Seahawks       | S 21–14   |
| 2                 | San Diego Chargers     | V 34–3    |
| 3                 | at Kansas City Chiefs  | S 20–13   |
| 4                 | Los Angeles Raiders    | S 30–27   |
| 5                 | at San Diego Chargers  | V 12–0    |
| 6                 | at San Francisco 49ers | V 16–13   |
| 7                 | Atlanta Falcons        | V 30–14   |
| 8                 | at Pittsburgh Steelers | S 39–21   |
| 9                 | at Indianapolis Colts  | S 55–23   |
| 10                | Kansas City Chiefs     | V 17–11   |
| 11                | Cleveland Browns       | V 30–7    |
| 12                | at New Orleans Saints  | S 42–0    |
| 13                | Los Angeles Rams       | V 35–24   |
| 14                | at Los Angeles Raiders | S 21–20   |
| 15                | at Seattle Seahawks    | S 42–14   |
| 16                | New England Patriots   | V 21–10   |

## Classifiche
| AFC West            | AFC West | AFC West | AFC West | AFC West | AFC West | AFC West | AFC West | AFC West | AFC West |
|                     | V        | S        | P        | %        | DIV      | CONF     | PF       | PS       | Str.     |
| ------------------- | -------- | -------- | -------- | -------- | -------- | -------- | -------- | -------- | -------- |
| Seattle Seahawks(3) | 9        | 7        | 0        | .563     | 6–2      | 8–4      | 339      | 329      | V2       |
| Denver Broncos      | 8        | 8        | 0        | .500     | 3–5      | 5–7      | 327      | 352      | V1       |
| Los Angeles Raiders | 7        | 9        | 0        | .438     | 6–2      | 6–6      | 325      | 369      | S2       |
| San Diego Chargers  | 6        | 10       | 0        | .375     | 3–5      | 4–8      | 231      | 332      | V2       |
| Kansas City Chiefs  | 4        | 11       | 1        | .281     | 2–6      | 4–9–1    | 254      | 320      | S2       |